# Val Soi
 (novembre 2022).
Le val Soi (ou val Soja) est une vallée alpine du canton du Tessin en Suisse.
On y trouve notamment un hameau du même nom, constitué de chalets en ruine, signe d'une ancienne activité essentiellement pastorale. Certains chalets ont cependant été rénovés et sont utilisés de manière saisonnière.
Un torrent, le Riale Soia, naît aux pied du glacier Vadrecc di Brescianasur sur le versant ouest du Rheinwaldhorn, sommet culminant à 3 402 mètres d'altitude. Il y coule de manière permanente pour se jeter dans la rivière Brenno, en aval de Dangio. À la suite de fortes pluies, le Soja a notamment détruit, en 1908, le pont qui reliait le village de Dangio à Torre, ainsi qu'une partie de la centrale électrique et du bâtiment de la chocolaterie Cima Norma, à peine construite.